# Tachina intricata
Tachina intricata là một loài ruồi trong họ Tachinidae.